# Карцов, Павел Степанович
Па́вел Степа́нович Карцо́в (1785 — 10 января 1847, Кострома) — российский государственный деятель, генерал-майор, действительный статский советник и Рязанский губернатор.

## Биография
Родился в 1785 году. Происходил из старинного дворянского рода, основатель которого — татарин Бармес Юшманович (в крещении Борис Иванович) Карцов был в 1595 году пожалован поместьем в Костромском уезде «за московское осадное сиденье».
Службу начал в 1796 году сержантом лейб-гвардии Преображенского полка. В январе 1797 года был произведён в прапорщики, в ноябре следующего — в подпоручики Староингерменландского полка, где прослужил одиннадцать лет, успев поучаствовать в битве у Прейсиш-Эйлау.
В феврале 1809 года в чине майора был переведён в Пермский пехотный полк. В августе 1811 года, как хорошего строевого офицера его направляют в первый учебный батальон, где в октябре он получает звание подполковника.
В 1812 году участвует в Отечественной войне и заграничных походах. В январе 1820 года произведён в генерал-майоры и назначен командиром 1-й бригады 3-й Гренадерской дивизии.
В феврале 1822 года после 26-летней службы Павел Сергеевич уходит в отставку с правом ношения мундира и «полным» пансионным жалованием.
22 февраля 1828 года указом Правительствующего Сената Павел Карвцов назначается Рязанским губернатор, а 15 мая — производится в действительные статские советники. Однако уже 16 сентября 1830 года по результатам ревизии губернии Карцова отдают под суд «за найденные беспорядки» и отстраняют от губернаторства.
В мае 1831 года Павел Степанович явился во второе отделение V Департамента Правительствующего Сената для дачи объяснений, а затем три года томился под следствием, ожидая решения своей участи. В это время он жил в Санкт-Петербурге не получая ни жалования, ни положенного пенсиона за ранения и чин генерал-майора. Однако в конце концов дело Карцова было закрыто, а сам он оправдан.
«Уладив дела казённые» он отправляется в Кострому, где после многолетней тяжбы получает богатое наследство своего двоюродного брата Александра Степановича Кравцова. Наследство позволило зажить в Костроме на широкую ногу: Карцов имел собственный крепостной театр, интересовался различными искусствами и литературой. Кроме того, он оказывал содействие костромичам: поэту Катенину и одному из лучших в России резчиков по дереву Захарову.
Скончался Павел Степанович 10 января 1847 года в Костроме.

## Деятельность в качестве губернатора
Гражданская карьера Карцова складывалась не так удачно как военная. Приступив к обязанностям губернатора, привыкший к строгой военной дисциплине и беспрекословному подчинению Карцов столкнулся с сопротивлением чиновников. По его собственным словам «к партии, составившейся здесь против меня» присоединился губернский прокурор и коллежский асессор Жадовский, который только за три месяца прислал в губернское правление 148 документов, опротестовывающих решения губернатора. Таким образом, вся энергия Карцова уходила лишь на составление объяснений и оправданий.
22 мая 1828 года в Касимове случился большой пожар — сгорело почти полсотни домов, включая все общественные строения и присутственные места. Обошлось без человеческих жертв. Удалось также спасти городскую казну и архивные дела, однако после этого губернатор получил свой первый строгий выговор от министра внутренних дел за то, что донёс о случившемся прошествии напрямую императору, минуя министерство.
В 1830 году в губернию прибыли ревизоры — сенаторы Н. И. Огарёв и М. А. Салтыков. Последствия произведённой ревизии оказались трагичны для Карцова — на рапорте сенаторов императору собственноручно написал «в комитет министерств с тем, чтобы было решено, подлежит ли губернатор суду за найденные беспорядки».

## Награды
- Орден Святого Георгия IV степени
- Орден Святого Владимира IV степени
- Орден Святого Владимира III степени
- Георгиевское оружие «За храбрость»
- Золотой знак Пруссии — «За сражение у Прейсиш-Эйлау»
- Pour le Mérite (Пруссия)

## Семья
Павел Степанович был женат на дочери действительного статского советника Екатерине Николаевне Деклешевой. Их единственный сын, отставной гвардейский ротмистр и почётный гражданин города Костромы Николай Павлович Карцов был предводителем Нерехтенского уезда Костромской губернии, а в 1865 году был избран предводителем дворянства всей губернии.